# Vilma Plata
Vilma Plata Arnez (La Paz, circa 1953) es una maestra y líder sindical que ha sido  dirigente de la Federación Departamental del Magisterio en el Departamento de La Paz, Bolivia. 

## Biografía
Nació en La Paz un 24 de agosto. Desde 1986 formó parte de la dirigencia de la Federación Departamental del Magisterio Urbano de La Paz, desempeñó el cargo de dirigente de la Central Obrera Departamental de La Paz, afiliado local de la Central Obrera Boliviana. Estudió primaria y secundaria en Buenos Aires, Argentina, donde pasó clases en el Instituto Normal Superior, tras el golde Estado en ese país se trasladó de nuevo a Bolivia donde egresó de la carrera de Ciencias de la Educación en la Universidad Mayor de San Andrés  en la ciudad de La Paz. Ejerció la docencia hasta 2019, año en que se jubiló.

## Dirigencia sindical
Fue maestra en el sistema educativo fiscal boliviano durante 39 años y dirigente de la Federación de Maestros Urbanos por 30 años. Entre 2016 y 2018 dirigió la Escuela Sindical de la Confederación Sindical de Maestros de Bolivia.
Participó en numerosos actos de protesta como huelgas, huelgas de hambre, marchas y crucifixiones (denominación dada al acto de atarse a sí mismo o a otras personas en posición de cruz a un elemento vertical) entre otras medidas. Algunos de éstos actos supusieron poner en riesgo de salud por la prolongada privación de alimento a la que se sometió en diferentes ocasiones.
Su participación en diferentes actos de protesta supusieron numerosas detenciones durante diferentes gobiernos.

## Obra
- "Sindicalismo del magisterio (1825 - 1932) La escuela y los campesinos Reforma universitaria (1908 - 1932)"[10]